# ماركس أوغستين
ماركس أوغستين (بالألمانية: Marx Augustin)‏ هو كاتب وشاعر نمساوي، ولد في 1643 في فيينا في النمسا، وتوفي بنفس المكان في 11 مارس 1685.

## وصلات خارجية
- ماركس أوغستين على موقع ميوزك برينز (الإنجليزية)